# Kirił Despodow
Kirił Wasilew Despodow (bułg. Кирил Василев Десподов, ur. 11 listopada 1996 w Kresnej) – bułgarski piłkarz, grający na pozycji lewoskrzydłowego, prawoskrzydłowego lub środkowego napastnika, reprezentant Bułgarii.
Wychowanek Liteksu Łowecz, w którym rozpoczął seniorską karierę. Grał także w CSKA Sofia, Cagliarim Calcio i Sturmie Graz.

## Sukcesy

### Klubowe
Łudogorec Razgrad
- Mistrzostwo Bułgarii: 2020/2021, 2021/2022, 2022/2023
- Zdobywca Pucharu Bułgarii: 2022/2023
- Zdobywca Superpucharu Bułgarii: 2021, 2022

PAOK FC
- Mistrzostwo Grecji: 2023/2024

### Indywidualne
- Młody piłkarz roku w Bułgarii: 2017
- Piłkarz roku w Bułgarii: 2018, 2021, 2022, 2023